# Ephedra oxyphylla
Ephedra oxyphylla là một loài thực vật hạt trần trong họ Ephedraceae. Loài này được Riedl mô tả khoa học đầu tiên năm 1963.